# Осовець (Опольський повіт)
Осовець (пол. Osowiec, нім. Königshuld) — село в Польщі, у гміні Турава Опольського повіту Опольського воєводства.
Населення — 1397 осіб (2011).

## Демографія
Демографічна структура станом на 31 березня 2011 року:
|          | Загалом | Допрацездатний вік | Працездатний вік | Постпрацездатний вік |
| -------- | ------- | ------------------ | ---------------- | -------------------- |
| Чоловіки | 683     | 119                | 492              | 72                   |
| Жінки    | 714     | 105                | 448              | 161                  |
| Разом    | 1397    | 224                | 940              | 233                  |